# Humbécourt
Humbécourt ist eine französische Gemeinde mit 755 Einwohnern (Stand: 1. Januar 2022) im Département Haute-Marne in der Region Grand Est (vor 2016 Champagne-Ardenne). Sie gehört zum Arrondissement Saint-Dizier und ist Mitglied im Gemeindeverband Communauté d’agglomération du Grand Saint-Dizier, Der et Vallées. Die Bewohner werden Humbécourtois und Humbécourtoises genannt.

## Geografie
Humbécourt liegt etwa sechs Kilometer südwestlich des Stadtzentrums von Saint-Dizier. Umgeben wird Humbécourt von den Nachbargemeinden Valcourt im Norden, Saint-Dizier im Norden und Osten, Eurville-Bienville im Osten, Troisfontaines-la-Ville im Osten und Südosten, Attancourt im Süden und Südosten, Louvemont im Süden, Allichamps im Süden und Südwesten sowie Éclaron-Braucourt-Sainte-Livière im Westen und Nordwesten.

## Bevölkerungsentwicklung
| Jahr                       | 1962 | 1968 | 1975 | 1982 | 1990 | 1999 | 2006 | 2018 |
| -------------------------- | ---- | ---- | ---- | ---- | ---- | ---- | ---- | ---- |
| Einwohner                  | 395  | 417  | 434  | 610  | 643  | 661  | 722  | 766  |
| Quellen: Cassini und INSEE |      |      |      |      |      |      |      |      |

## Sehenswürdigkeiten
- Kirche Saint-Martin
- Château du Val (Schloss Le Val) aus dem 19. Jahrhundert

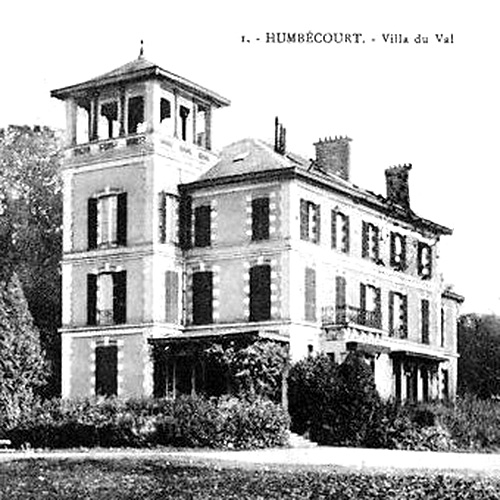
Château du Val um 1910